# Tavaszi rügyek
A Tavaszi rügyek Mikszáth Kálmán 1890-ben a Révai Testvéreknél megjelent kisepikai alkotásokat tartalmazó könyve. Később Mikszáth Kálmán összegyűjtött munkái (1889–1896) V. köteteként is megjelent.

## Az elbeszélések, novellák
| Cím                                        | Tartalom                                                                                |
| ------------------------------------------ | --------------------------------------------------------------------------------------- |
| Tavaszi rügyek                             | Pali diákkori csínytevései Selmecbányán                                                 |
| A becsületes Gyuri története               | Elvált szülők vetélkedése gyermekeik szeretetéért                                       |
| Egy fiúnak a fele                          | A jó mostohaanya története                                                              |
| Hogy lettem én író                         | Dobos bácsi segítsége és Szeremley tanár úr bölcsessége                                 |
| Az öreg Dankó bácsi                        | Gróf Pálfy Mór altábornagy vizitációja a kisváros gimnáziumában                         |
| A lutri                                    | Fodros Márton gazda a reskontóival a szerencsét keresi, de azt végül máshol találja meg |
| Tizennégy éves szenátor                    | Egy fecske miatt veszélybe kerül Kassa városának titka                                  |
| Johanka néni, Franczka néni és keresztapám | A forró csokoládé és a rokon hagyatéka                                                  |
| A fekete asszony                           | A kolera pusztítása 1873-ban                                                            |
| Az új büntetőkódex                         | Szeremley Károly professzor úr újítása az iskolában                                     |
| A legrútabb leány                          | Egy magas rangú katonatiszt egyik ajándéka Lakatos Marihoz kerül                        |